# Интратрахеална инстилација
Интратрахеална инстилација је уношење супстанце директно у трахеју. Широко се користи за тестирање респираторне токсичности неке супстанце као алтернатива инхалацији у експериментима на животињама. Интратрахеална инстилација је почела да се примењује 1923. године у истраживањима карциногености катранског угља. Модерна методологија развијена је у неколико истраживачких група седамдесетих година 20. века.

## Терминологија
Интратрахеална инстилација — метода која се широко користи за тестирање респираторне токсичности неке супстанце на експерименталним животињама
Ендотрахеална администрација је супротан процес интратрахеалној инстилацији, који се заснива на давањеу фармацеутских (одобрених) лекова код људи у трахеју у циљу терапије.

## Опште информације
У поређењу са инхалацијом, интратрахеална инстилација омогућава:
- већу контролу над дозом и локацијом дејства супстанце,
- јефтинија је и мање технички захтевна метода,
- омогућава употребу мањих количина оскудних или скупих супстанци,
- дозвољава испитивањима супстанци које људи могу инхалирати али њој не смају бити изложени лабораторијски радници и кожа лабораторијских животиња.

### Недостаци
Недостаци интратрахеална инстилација су:
- нефизиолошка карактеристика методе
- јако инвазивна природа методе,
- непозната дејства средства за примену и анестезију,
- мање равномерна расподела супстанце од инхалације. Чињеница да она заобилази горње респираторне путеве, инсталација доводи до мање равномерне расподеле супстанце од инхалације, а супстанца се спорије уклања из респираторног тракта.

Превазилажење недостатака
Иако резултати пружају брзи преглед потенцијалне токсичности неке супстанце и могу се користити за тестирање његовог механизма, они можда нису директно применљиви на професионалну изложеност која се јавља током дужег периода. Неке од ових потешкоћа се превазилазе другом методом, нпр. аспирацијом преко ждрела, која је мање технички тешка метода, која узрокује мање трауме код животиња, и има образац плућног таложења који је сличнији инхалацији.

## Начин извођења
Интратрахеална инстилација се често изводи са мишевима, пацовима или хрчцима. Хрчи се често преферирају зато што се њихова уста могу широко отворити како би се помогло у прегледу процедуре, и зато што су отпорније на плућне болести од пацова.
Убацивање супстанце се врши кроз иглу или катетера низ уста и грло, или хируршки кроз зид трахеје или убризгаванјем кроз иглу.
Опште узевши, инхалациони анестетици кратког дејства као што су халотан, метафан или енфлуран користе се током поступка инстилације. Слани (физиолошки) раствор се обично користи као средство за испоруку у типичној запремини од 1-2 ml/kg телесне тежине. 
Овом методом може се тестирати велики број супстанци, растворљивих материјала и нерастворљивих честице или влакна, укључујући и наноматеријале.